# Berești-Meria
Berești-Meria è un comune della Romania di 4 249 abitanti, ubicato nel distretto di Galați, nella regione storica della Moldavia.
Il comune è formato dall'unione di 10 villaggi: Aldești, Balintești, Berești-Meria, Onciu, Pleșa, Prodănești, Puricani, Săseni, Slivna, Șipote.